# Energie neregenerabilă

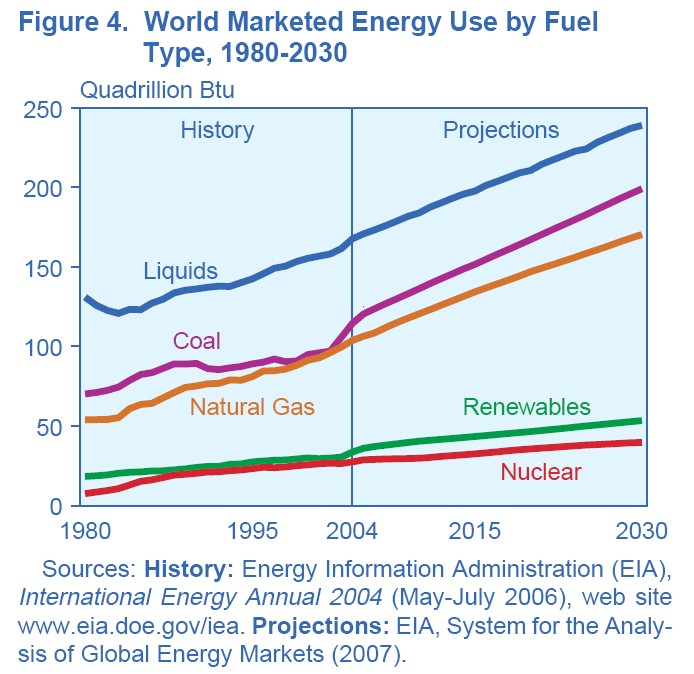
Consumul energetic mondial, estimări şi previziuni.
-roşu: energie nucleară,
-verde: energie regenerabilă,
-oranj: gaze naturale,
-violet: cărbuni,
-albastru: hidroenergie.

Energia neregenerabilă este o sursă de energie care nu se poate reface atât de rapid spre a satisface necesitățile mondiale actuale, fiind deci epuizabilă pe un termen mai lung sau mai scurt.

## Clasificare
- Energie fosilă

În această familie se încadrează hidrocarburile: petrolul, gazele naturale, cărbunii.
- Energie nucleară

Deși zăcămintele de uraniu sunt practic limitate, există adepți ai teoriei caracterului regenerabil al energiei nucleare.

## Dezavantaje
- caracterul epuizabil duce la continua creștere a prețului acesteia, având un puternic impact în plan economic
- producerea de emisii (gaze) cu efect de seră (în cazul combustibililor fosili), cu efecte asupra poluării și încălzirii globale;
- (în cazul folosirii energiei nucleare) deșeurile radioactive rezultate, au impact nociv asupra mediului.